# Diaphonia
Diaphonia is een geslacht van kevers uit de familie bladsprietkevers (Scarabaeidae). Het geslacht werd voor het eerst wetenschappelijk beschreven in 1840 door Newman.

## Soorten
- Diaphonia antoinei Allard, 1995
- Diaphonia bacchusi Rigout, 1997
- Diaphonia dispar Newman, 1840
- Diaphonia kerleyi  Rigout, 1997
- Diaphonia lateralis Blackburn, 1894
- Diaphonia luteola Janson, 1873
- Diaphonia melanopyga Lea, 1914
- Diaphonia notabilis White, 1846
- Diaphonia palmata Schaum, 1848
- Diaphonia vicina Janson, 1873
- Diaphonia xanthopyga Germar, 1848